# 소진 (심리학)
소진(消盡, Burn-out)은 1970년대 독일계 미국 심리학자 Freufenberger(1974)는 중반지역 정신보건센터에서 일하던 자신과 더불어 자원봉사자들에게 특별한 이유 없이 의욕이 잃는 것을 느꼈고, 더 나아가 환자들에게 냉담해지는 것을 발견하였다. Freufenberger(1974)는 소진(burnout)상태를 직무 스트레스로 인한 정서적, 육체적 소진 상태로 정의하였다. ‘Burn-out’이라는 용어를 처음 사용하였는데, 조직 구성원들이 기대되는 보상을 얻지 못하거나 인간관계에 지나치게 몰입하여 생긴 피로감이나 좌절감을 총칭하는 것이다. 소진은 조직 구성원들의 조직 생활, 직장 생활 중에서 쌓인 만성적인 스트레스로 인하여 신체적, 정서적, 정신적인 고갈 상태로 나타난다. 특히 이러한 것은 개인 및 조직에 부정적 영향을 미친다(김윤석, 2008).
소진에 도달하는 과정에서 직무수행을 위해 문제를 해결하지 못하는 상황이 나타나게 되면 구성원들은 업무에 대한 목표의식과 열정이 사라지고, 이는 곧 업무에 대하여 무관심으로 이어져 소진을 경험하게 된다(Edelwich&Brodsky, 1980). 특히 Enzmann(1988)는 소진을 스트레스가 발생되는 요인과 환경에 장기적으로 노출이 되어 심리적, 정서적, 생리적인 부정적 반응으로 정의하였다.
소진은 어느 날 갑자기 나타나는 극적 현상이 아닌, 개개인의 직업적 특성에 따라 점진적으로 나타나는 과정이라고 볼 수 있다. 특히 오랜 기간에 걸친 사람들과의 밀접한 관련에서 오는 지속적인 정서적 압력의 결과이다(윤혜미&박병금, 2004). 또한 소진은 봉사 종사자들에게 많이 나타나는데, 이는 소진이 누구에게나 나타날 수 있지만 주로 직업과 밀접한 관련이 있다는 것을 알 수 있다.
Maslach&Schaufeli(1993)은 소진의 정의가 다음과 같은 5가지 공통점이 있다고 한다.
첫 번째, 소진은 정신적 혹은 정서적 탈진, 피로와 우울과 같은 증상이다.
두 번째, 소진으로 인한 정신적, 행동적 징후가 나타난다.
세 번째, 소진은 업무관련적이다.
네 번째, 정신병력이 없던 일반인들에게 나타나며,
마지막 다섯 번째로는 부정적 태도와 행동으로 인한 업무효율 저하를 들 수 있다.

## 증상
소진의 증상은 크게 4가지로 나누어 볼 수 있다. 행동증상, 신체증상, 대인관계증상, 태도증상이다.
첫 번째, 행동증상은 업무효울성저하, 약물사용, 퇴근 시간만 신경쓰고, 결석이 잦고, 대처 능력 저하가 대표적이다.
두 번째, 신체증상은 편두통이나 궤양, 불면증과 악몽, 위장 장애, 과다행동, 만성적피로, 저항력 저하등이 있다.
세 번째, 대인관계증상은 분노와 불신을 자주 표현하여 가족 및 친절한 사람으로부터 관계를 맺는 능력이 감소, 이와 더불어 외로움, 지속된 관계 단절로 나타난다.
마지막으로 태도증상이다. 태도증상은 자기비하, 우울함, 공허감, 지루함, 냉소, 무기력이 대표적으로 나타난다.

## 구성 요소
Maslach&Jackson(1981)에 의하면 소진을 감정소진, 탈인격화, 개인 성취감 저하의 세 가지 차원으로 설명할 수 있다. 그는 소진을 인적 접촉으로 인하여 발생된 업무 스트레스 상황을 만성적인 반응을 정의하고, 더 나아가 함께 일하는 사람들 사이에 발생하는 관심의 상실로 정의하고 있다.
Rudow(1999)는 감정소진이 정서적 자원이 고갈이 되면, 심리적 수준에서 에너지를 발휘할 수 없다고 느낄 때 발생하며, 이를 곧 소진의 핵심 요소라고 본다. 특히 감정소진은 상대적으로 으로서 구성원의 직무만족, 이직의도, 직무성과 등과의 관계에서 비교적 더 강한 영향을 주는 요인이며, 소진 연구 분야에서 큰 주목을 받고 있다.

### 감정 소진
감정 소진(Emotional Exhaustion)은 개인이 정서적 자원들이 고갈 되었다고 느끼는 에너지 결핍을 의미한다. 감정소진은 조직 구성원의 소진을 일으키는 요소 중 가장 핵심적인 요소이다. 감정소진으로 인해 직무스트레스를 받게 되면 자신이 하는 일에 관심과 열정을 잃게 되고, 더 나아가 상실감과 피로감으로 변화된다. 감정소진은 과도한 심리적 부담 또는 요구 등에 의해서도 일어나기도 한다.
감정소진은 소진의 가장 중요한 개념이다. 이는 직무에 의하여 감정적으로 탈진한 상태이며, 이로 인하여 피로와 상실감을 느끼게 될 뿐 만 아니라 자신이 하는 모든 일에 관심과 열정을 잃는다.
Burke&Greenglass(1995)은 감정소진을 타인과 빈번한 접촉을 할 경우 신체적 에너지를 손실하게 되고 결국 개인의 감정이 고갈되는 상태로 정의하였다.

### 비인격화
Ashforth&Lee(1990)는 비인격화(Depersonalization)를 고객을 응대하면서 발생되는 감정소진을 물리적 방안이 없을 때 심리적 대응현상이라고 하였다. 즉, 감정소진이 발생한 구성원은 고객 및 직장 동료 등 자신 이외의 타인에게 냉소적이거나 부정적인 반응을 보인다.
비인격화는 고객을 인격체로 보지 않게 되고, 고객에 대한 냉소적인 느낌과 태도가 커저 무감각해지는 비인간적인 태도이다. 이러한 비인격화는 고객에게 부정적인 반응을 보인다. 특정 문제가 발생 했을 경우 그 문제를 자신보다는 고객에게 책임이 있다고 인식하고, 자신이 가지고 있는 부정적 태도를 더 강화시키는 요소로 작용되는 것이다. 이는 곧 동료와 고객, 조직에 대하여 냉소적이고 회의적인 태도를 보이게 된다.

### 자아성취감 저하
자아성취감 저하는 개인이 자신의 일과 자신의 성취감에 대해 가지는 부정적인 평가로, 직무상에서 성취도 부족으로 나타난다. 즉 성공적인 성취감을 경험하지 못하여 나타나는 현상이다.>
자아성취감 저하는 자신을 부정적으로 평가하여 낮은 자아 존중감으로 이어진다. 특히 자아성취감 저하는 생산성 및 능력 저하, 의욕상실, 허탈감 등으로 인하여 나타나며, 감정소진과 비인격화가 장기화될 경우에도 생겨난다. 개인 자신이 조직에서 더 이상 원하는 존재가 아니라는 사실을 인지할 때 개인적 성취감이 결여되는 것을 볼 수 있다. 즉 개인이 조직에서 성취감에 대한 불만족이 증가하게 되면 부정적 인식을 강하게 만들게 된다.

## 측정 방법

### MBI
현재 소진은 다양한 측정 방법을 가지고 있으며, 그럼에도 Maslach&Jackson(1981)이 소진에 대해 기존의 연구를 바탕으로 핵심적인 요인들을 정립한 MBI(Maslach Burnout Inventory)가 제일 보편적으로 사용되고 있다.
Maslach&Jackson(1981)은 MBI를 개발하였다. 원조 전문직의 소진을 측정하기 위해서 개발된 척도이며, 문항의 수는 총 22문항이다.
이를 구성하는 하위요인으로는 감정소진, 비인격화, 자아성취감 저하라는 세 가지이다. 사람을 대하는 서비스의 직업군을 대상으로 할 때 MBI는 소진을 측정하는 신뢰성과 타당성이 높은 척도이다.
MBI는 감정소진과 비인격화, 자아성취감의 저하를 연속선상에 두고 측정한다. 감정소진과 비인격화에 점수가 높고, 자아성취감 저하에 점수가 낮을 경우에는 강한 정도의 소진을 나타낸다. 22개의 문항 중에 감성소진은 9문항, 비인격화는 5문항, 그리고 자아성취감 저하 8문항이며 Likert 척도이다. 0점에 해당하는 ‘전혀없음’에서 6점에 해당하는 ‘매일’까지 측정하며, 자아성취감 저하는 역으로 환산하여 처리하였다. 결과적으로 높은 점수는 높은 소진을 의미한다.
많은 연구자들은 MBI척도를 소진을 측정하는 일반적인 척도로 인정해 왔다.
가장 초기의 MBI척도는 MBI-HSS(Human Service Survey)라고도 말하는데 이는 1996년 개발된 MBI-GS척도와의 구분을 위해서이다.
하지만 MBI-HSS척도는 대인서비스 분야가 아닌 다른 분야에 종사하는 종사자들의 소진을 적절히 측정하지 못함이 드러났다. MBI-HSS척도는 대인서비스의 종사자를 대상으로 개발되었기 때문이다. 오늘날 소진을 경험하는 이들이 대인서비스 종사자뿐만 아니라 규모가 거대한 계층적 조직이나 기업에 종사하는 일반직 노동자들로 확대되었기 때문에(Pines&Anderson, 1988) 그들의 소진도 포함하여 측정할 수단의 필요성이 증가했다.
이런 배경으로 MBI-GS(Ge neral Survey)척도는 Leiter, Maslach&Jackson(1996)에 의해 개발되었다.
>MBI-GS척도는 총 세 가지의 차원으로 구성되어 있으며, 그 하위차원은 감정소진( exhaustion)과 냉소(cynicism), 그리고 감소된 직무 효능감(reduced professional efficacy)이다.
감정소진(exhaustion)은 개인이 과업 수행 과정에서 심리적, 육체적 에너지가 소모됨으로써 ‘소진되었다’음을 경험하는 상태이다. 소진에 있어서 가장 핵심적이며 동시에 직무 스트레스에서 가장 직접적인 관계를 갖고 있다. 소진을 경험하는 대부분이 제일 먼저 겪는 것이 바로 감정소진이다.
냉소(cynicism)는 개인이 직무를 향하여 냉정하고 부정적이고 동시에 무심한 태도를 두며 개인과의 거리감을 유지하는 것을 말한다. Maslach(1996)과 그의 연구자들은 냉소를 심리적, 육체적으로 고갈된 개인이 고갈된 에너지 자원이 더 고갈되지 않도록 막기 위한 방어수단이며, 일련의 감정소진으로 발생하는 증상을 대처하는 행동이다.
감소된 직무 효능감(reduced professional efficacy)은 앞선 두 가지 하위차원보다 상대적으로 복잡한 특징을 보인다. 이는 소진의 자기평가적인 측면을 가지며, 업무를 수행하는 작업장에서 생산성이나 과업 성과가 부족하다고 느끼게 되어 개인이 가지는 효능감이 저하되는 상태를 의미한다.
MBI-GS척도는 종사자의 직종에 크게 관여하지 않고 그 종사자가 겪는 소진을 측정할 수 있다는 점에서 현재 소진을 연구하는 많은 연구자들에 의해 사용된다.

## 같이 보기
- 감정 소진
- 학업소진